# Ivan Šubašić
Ivan Šubašić, hrvaški politik, * 7. maj 1892, Vukova Gorica, Slavonija, Avstro-Ogrska, † 22. marec 1955, Zagreb, SR Hrvaška, SFRJ. 
Sprva je študiral teologijo, ob začetku prve svetovne vojne je bil kot avstroogrski vojak poslan na bojišče v Srbijo, kjer so ga zaradi veleizdaje obsodili na smrt. Po pomilostitvi je odišel na italijansko bojišče in nato v Galicijo, kjer je padel v rusko ujetništvo. Potem je kot prostovoljec sodeloval v bitkah na Solunski fronti. Po vojni je diplomiral iz prava v Zagrebu in v Vrbovskem odprl odvetniško pisarno (1924). Bil je v ožjem vodstvu Hrvaške kmečke stranke (HSS), kot solunski prostovoljec in bližnji sodelavec Vladka Mačka pa je v 1930-ih letih posredoval v pogajanjih med dvorom in HSS-om. Izvoljen je bil za poslanca HSS-a na volitvah 1935 in 1938 v okraju Delnice.  
Po sporazumu Cvetković-Maček in ustanovitvi Banovine Hrvaške je bil 1939 imenovan za njenega (edinega) bana, saj je knez Pavle zavrnil Mačkov predlog imenovanja Augusta Košutića. Po napadu sil osi na Jugoslavijo je aprila 1941 z vlado Dušana Simovića odšel v tujino. Nasprotoval je politiki emigrantskih vlad in sodeloval na prvem kongresu ameriških Hrvatov v Chicagu 1943, ki je podprl NOG in zamisel federativne Jugoslavije ter obsodil ustaški režim. Med drugo svetovno vojno je na pobudo W. Churchilla 1944 postal premier kraljevske jugoslovanske vlade v izgnanstvu in v letu 1944 podpisal dva sporazuma s Titom (sporazum Tito-Šubašić), s katerima je begunska vlada pristala na federativno ureditev in demokratične politične svoboščine ter priznala zasluge partizanskega gibanja. 1. marca 1945, ob ustanovitvi začasne vlade Demokratične federativne Jugoslavije, je postal njen zunanji minister, pol leta kasneje pa je odstopil in bil nekaj časa celo v hišnem priporu.
Obenem je bil član Začasne ljudske skupščine (1945) in bil na prvem kongresu Ljudske fronte Jugoslavije izvoljen za člana njenega izvršnega odbora. Zaradi nezadovoljstva z uresničevanjem sporazuma je oktobra 1945 podal odstop. Zavzemal se je za združitev HSS s novoustanovljeno prokomunistično Hrvaško republikansko kmečko stranko (HRSS) in za skupni nastop na volitvah v okviru Ljudske fronte in v ta nemen organiziral konferenco vodstva stranke HSS septembera 1945 v hotelu Esplanade v Zagrebu, na kateri pa je večina zavrnila njegovo kompromisno politiko. Pred volitvami za ustavodajni sabor LR Hrvaške januarja 1946 je sprejel pobudo Božidarja Magovca in predlagal komunističnim oblastem, da bi dovolili nastop na volitvah posameznikom iz HSS-a, kar bi lahko prispevalo k enotnosti ljudstva in gospodarski obnovi, a je bil predlog zavrnjen, zato se je 1947 popolnoma umaknil iz politike.